# Owen Davidson
Owen Davidson (Melbourne, 4 de octubre de 1943-12 de mayo de 2023) fue un tenista profesional australiano especialista en dobles, donde ganó ocho títulos de Grand Slam.

## Carrera

### Individual
Su carrera inició en 1962 como aficionado, pasando a ser profesional en 1968 y como el primer tenista en ganar un partido en la Era Abierta cuando venció al inglés John Clifton en el mes de abril en la primera ronda del British Hard Court Championships en Bournemouth.
A nivel individual ganó siete títulos y su mejor posición en la clasificación de la ATP fue octavo lugar en 1967, teniendo como mejor resultado en los torneos de Grand Slam las semifinales del Abierto de Wimbledon donde fue eliminado por Manuel Santana de España en cinco sets. Participaría en una ocasión en el United States Professional Tennis Championship en 1967 donde alcanzó las semifinales.

### Dobles
Sus mayores éxitos llegaron en dobles, tanto masculino como mixtos, donde ganó dos títulos de Grand Slam en masculino en seis finales y ganó 11 de 12 finales en mixto, cuatro veces en Wimbledon y en US Open.

### Retiro
Se retiraría en 1974 y en 2010 sería miembro del Salón de la Fama del Tenis Internacional y un año después pasa a ser miembro del Salón de la Fama del Tenis Australiano.

## Finales del Grand Slam

### Dobles Masculino: 6 (2–4)
| Resultado | Año  | Torneo                   | Superficie | Compañero     | Rivales                     | Resultado               |
| --------- | ---- | ------------------------ | ---------- | ------------- | --------------------------- | ----------------------- |
| D         | 1966 | Wimbledon                | Césped     | Bill Bowrey   | Ken Fletcher John Newcombe  | 3–6, 4–6, 6–3, 3–6      |
| D         | 1967 | Australian Championships | Césped     | Bill Bowrey   | John Newcombe Tony Roche    | 6–3, 3–6, 5–7, 8–6, 6–8 |
| D         | 1967 | US Championships         | Césped     | Bill Bowrey   | John Newcombe Tony Roche    | 8–6, 7–9, 3–6, 3–6      |
| V         | 1972 | Australian Open          | Césped     | Ken Rosewall  | Ross Case Geoff Masters     | 3–6, 7–6, 6–3           |
| D         | 1972 | US Open (2)              | Césped     | John Newcombe | Cliff Drysdale Roger Taylor | 4–6, 6–7, 3–6           |
| V         | 1973 | US Open                  | Césped     | John Newcombe | Rod Laver Ken Rosewall      | 7–5, 2–6, 7–5, 7–5      |

### Dobles Mixtos: 12 (11–1)
| Resultado | Año  | Torneo                       | Superficie | Compañero            | Rivales                            | Resultado                 |
| --------- | ---- | ---------------------------- | ---------- | -------------------- | ---------------------------------- | ------------------------- |
| V         | 1965 | Australian Championships     | Césped     | Robyn Ebbern         | Margaret Smith John Newcombe       | Compartido, no hubo final |
| V         | 1966 | US Championships             | Césped     | Donna Floyd Fales    | Carol Hanks Aucamp Ed Rubinoff     | 6–1, 6–3                  |
| V         | 1967 | Australian Championships (2) | Césped     | Lesley Turner Bowrey | Judy Tegart Dalton Tony Roche      | 9–7, 6–4                  |
| V         | 1967 | French Championships         | Arcilla    | Billie Jean King     | Ann Haydon-Jones Ion Ţiriac        | 6–3, 6–1                  |
| V         | 1967 | Wimbledon                    | Césped     | Billie Jean King     | Maria Bueno Ken Fletcher           | 7–5, 6–2                  |
| V         | 1967 | US Championships (2)         | Césped     | Billie Jean King     | Rosemary Casals Stan Smith         | 6–3, 6–2                  |
| D         | 1968 | French Open                  | Arcilla    | Billie Jean King     | Françoise Dürr Jean-Claude Barclay | 1–6, 4–6                  |
| V         | 1971 | Wimbledon (2)                | Césped     | Billie Jean King     | Margaret Court Marty Riessen       | 3–6, 6–2, 15–13           |
| V         | 1971 | US Open (3)                  | Césped     | Billie Jean King     | Bob Maud Betty Stöve               | 6–3, 7–5                  |
| V         | 1973 | Wimbledon (3)                | Césped     | Billie Jean King     | Janet Newberry Raúl Ramírez        | 6–3, 6–2                  |
| V         | 1973 | US Open (4)                  | Césped     | Billie Jean King     | Margaret Court Marty Riessen       | 6–3, 3–6, 7–6             |
| V         | 1974 | Wimbledon (4)                | Césped     | Billie Jean King     | Lesley Charles Mark Farrell        | 6–3, 9–7                  |